# Hoba
Hoba – największy znany meteoryt pozostający w całości. Jego masę szacuje się na przeszło 60 t. Znajduje się na terenie farmy Hoba West w pobliżu (24 km) miasta Grootfontein w Namibii, czyli tam, gdzie został znaleziony. Ponieważ meteoryt ten jest meteorytem żelaznym, jest równocześnie największym znanym kawałkiem żelaza rodzimego znajdującym się na powierzchni naszej planety.

## Odkrycie

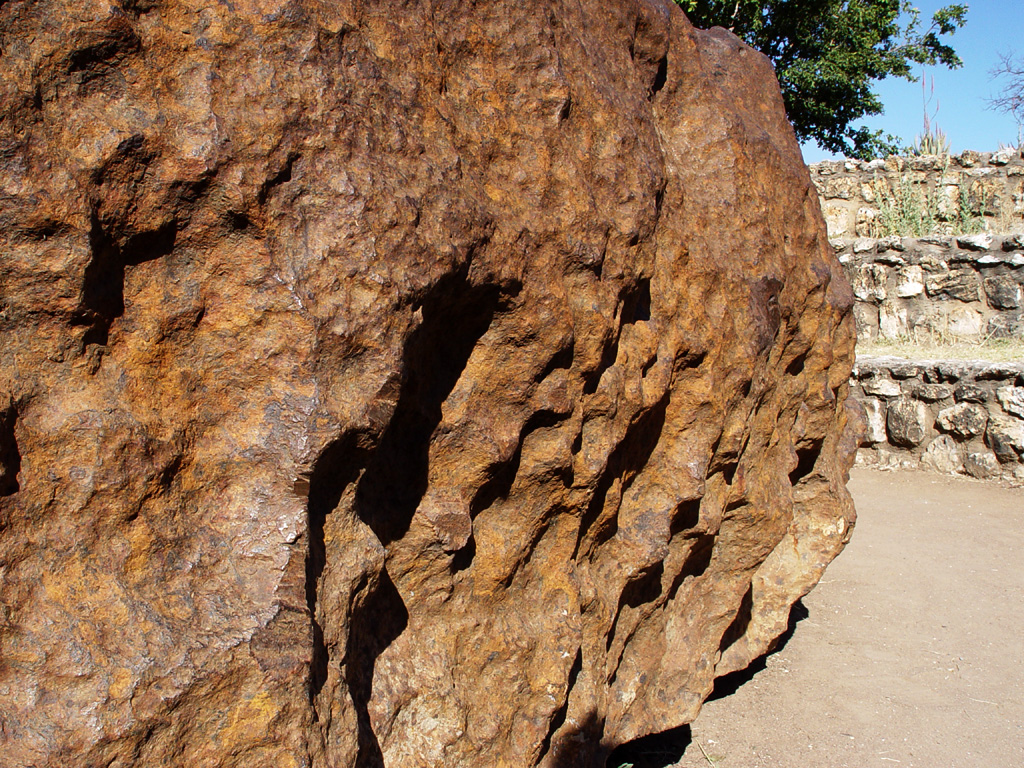
Powierzchnia meteorytu, pokryta tlenkami żelaza

Pozostałości dużych meteoroidów, które spadły w przedhistorycznej przeszłości, odkrywane są wewnątrz kraterów, które powstają po ich upadku.
Meteoroid, którego pozostałością jest meteoryt Hoba, spadł, jak się przypuszcza ok. 80 tys. lat temu. Ponadto ma nietypowy kształt – jest bardzo płaski. Kształt ten mógł spowodować fakt, że meteoroid wielokrotnie odbijał się od atmosfery Ziemi jak kaczka puszczana na wodzie. Tracił przy tym swoją prędkość związaną z orbitalnym ruchem wokół Słońca – w efekcie jego upadek na powierzchnię Ziemi miał charakter spadku swobodnego, a jego końcowa prędkość była zbliżona do prędkości granicznej. O takim scenariuszu mogą świadczyć dwa fakty. Po pierwsze – meteoryt nie rozpadł się na drobne fragmenty, jak zwykle dzieje się to, gdy wpadając w atmosferę z dużą prędkością rozgrzewa się do wysokiej temperatury. Po drugie – nie zagłębił się bardzo w ziemi i nie utworzył na tyle dużego krateru, żeby zachował się on do naszych czasów.
Z tego powodu odkrycie meteorytu Hoba nie było efektem planowych poszukiwań, lecz stało się dziełem przypadku. Farmer, orząc wołami swoją ziemię, usłyszał zgrzyt lemiesza pługu o metal. Przeszkoda była na tyle duża, że nie dała się wydobyć i uniemożliwiała dalszą orkę. Wkrótce potem naukowiec Jacobus Hermanus Brits odkopał znalezisko i zidentyfikował je jako meteoryt. Jego raport dotyczący meteorytu, opublikowany w 1920 r., od roku 1955 znajduje się w Namibijskim Muzeum w Grootfontein.

## Rozmiary i skład
Meteoryt ma w przybliżeniu kształt prostopadłościanu z kwadratową podstawą o boku 2,7 m oraz wysokości 90 cm.
Składa się w 84% z żelaza, 16% z niklu ze śladowymi ilościami kobaltu. Ma zatem typowy skład dla meteorytów żelaznych zwanych ataksytami.